# Massif de Combeynot

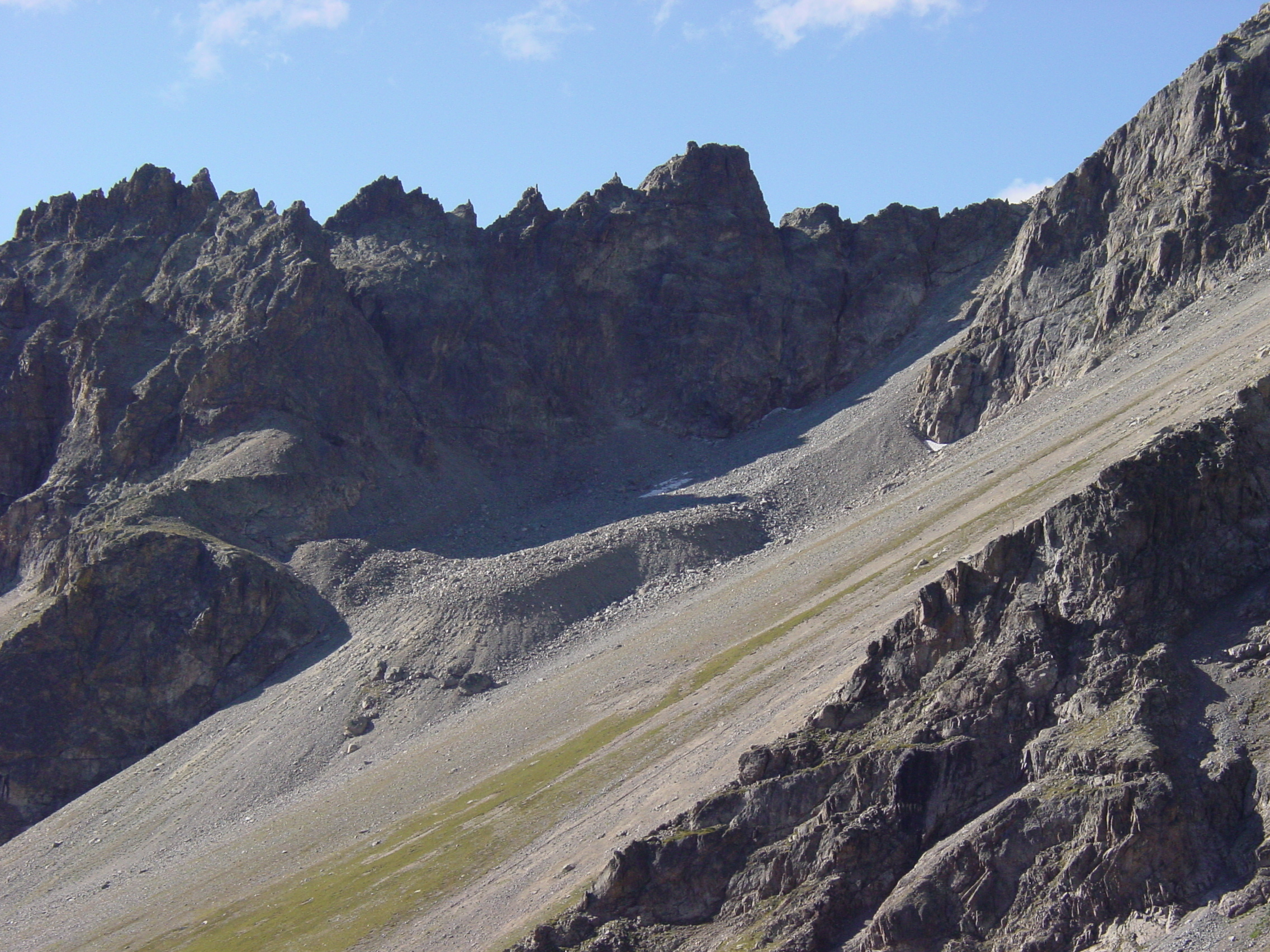
W masywie Combeynot

Massif de Combeynot – wyraźnie wyodrębniające się gniazdo górskie w grupie górskiej Écrins w Alpach Zachodnich we Francji. Najwyższy szczyt: Pic Ouest de Combeynot (3 155 m n.p.m.) w grani Pics de Combeynot.

## Położenie
Masyw leży w północno-wschodniej części grupy górskiej Écrins. Od wschodu i częściowo od północy ogranicza go dolina źródłowego toku Guisane, od zachodu – dolina źródłowego toku Romanche, zaś od południa – dolina potoku Petit Tabuc, prawobrzeżnego dopływu Guisane.
Leży w grzbiecie, którym cała grupa Écrins wrasta w główny grzbiet Alp. Od reszty grupy Écrins oddziela go na południu szeroka przełęcz Arsine (2348 m n.p.m.), zaś od pozostałej części łańcucha alpejskiego – przełęcz Lautaret (2058 m n.p.m.) na północy. Grzbietem tym, od przełęczy Lautaret przez szczyty masywu Combeynot, przełęcz Arsine, a następnie masyw Barre des Écrins biegnie ważny wododział pomiędzy dorzeczami Rodanu i jego największego lewobrzeżnego dopływu – Durance.

## Podział
Dzieli się na dwa mniejsze masywy, Pics de Combeynot na północy oraz grupa szczytu Pic du Lac de Combeynot na południu. Rozdziela je płytka przełączka, zwana Brèche du Vallon de la Route (2914 m n.p.m.) oraz niewielka dolina Vallon du Fontenil, której górne piętro zajmuje jezioro Combeynot.